# 回龙河水库
回龙河水库是中国湖北省襄阳市襄州区境内的一座水库，位于汉江支流洄龙河上，建于1966年。水库正常库容为2005万立方米，集雨面积为64.3平方千米，海拔为112.5米。